# Eric Campbell (basket-ball)
Pour les articles homonymes, voir Eric Campbell (homonymie) et Campbell.
Eric Campbell, est un joueur américain de basket-ball, né le 22 août 1977 à Thormersville, Alabama, (États-Unis). Il mesure 1,94 m et évolue au poste d'ailier fort.

## Clubs successifs
- 1995 - 1999 :  Spring Hill College (NAIA)
- 1999 - 2000 :  Elitzur Qiryat Ata (deuxième division)
- 2000 - 2002 :  Elitzur Qiryat Ata (première division)
- 2002 - 2005 :  Hapoel Ironi Nahariya (première division)
- 2005 - 2007 :  Le Mans Sarthe Basket (Pro A)
- 2007 - 2008 :  Hapoël Holon
- 2008 - 2010 :  Villeurbanne (Pro A)
- 2011 :  Orléans Loiret Basket (Pro A)

## Palmarès

### club
- Champion de France :  2006 avec Le Mans et 2009 avec l'ASVEL
- Semaine des As: 2006 avec Le Mans et 2010 avec l'ASVEL
- Champion d'Israël : 2008

### distinctions personnelles
- Nommé MVP de la Semaine des As en 2006
- Participation au All-Star Game 2004 de la FIBA Europe League
- Participation au All-Star Game 2006 français (12 points, 4 rebonds)
- Meilleur marqueur de l'histoire de Spring Hill College avec 2 375 points[1].